# Kroning
Een kroning is een ritueel waarmee in het openbaar wordt getoond of bevestigd dat een bepaalde persoon de rechten en plichten heeft die in het betreffende land of grondgebied toekomen aan de hoogste heerser als een keizer of koningin. Daarbij wordt als belangrijkste onderdeel meestal een kroon op het hoofd van de betreffende vorst geplaatst, daarnaast maken meestal ook andere handelingen deel uit van de ceremonie zoals een zalving, het aannemen van een scepter of bestijging van een troon. Vaak wordt er een eed afgelegd. De ceremonie kan een louter symbolische, religieuze of promotionele waarde hebben, maar het geheel of delen kunnen ook een voorwaarde zijn voor de rechtsgeldigheid van de uitoefening van het ambt. In de huidige Europese staten met een monarchie vindt de opvolging in juridische zin plaats door overlijden of abdicatie.
In Europa geschiedde de kroning veelal door een geestelijke, waarmee wordt uitgedrukt dat de vorst bij de gratie Gods regeerde. Sommige vorsten, met Napoleon als bekendste voorbeeld, kroonden zichzelf omdat ze geen hogere autoriteit wilden accepteren. Anno 2023 zijn er wereldwijd nog slechts een paar monarchiën die een kroningsritueel kennen.

## Kroningen in Europa
Historisch werden alle christelijke koningen gekroond. Dit was o.a. de gangbare praktijk in Engeland, Frankrijk, Oostenrijk, Beieren, Zweden en Hongarije. De kroningsplechtigheid heeft vaak een gemengd seculier en religieus karakter: een Kroningsmis of -dienst is is een voorbeeld van het christelijke karakter.
Puur religieus is de aan kroningen vanouds verbonden handeling van de zalving van de koning. De zalving waarbij heilige olie uit een ampulla op voorhoofd, handen, voeten en borst van de vorst wordt aangebracht heeft een sacramentaal karakter, maar is geen sacrament van de christelijke kerken. Als "gezalfde des Heren" heeft de koning vanaf dat moment een sacrale en mystieke functie en staat zijn lichaam ook in religieuze zin buiten de menselijke wetten.
Deel van de plechtigheid is een huldiging waarbij de machtigsten in het rijk, de rijksgroten, edelen, pairs of het parlement de koning huldigen. Zij laten weten dat zij de nieuw gekroonde vorst erkennen door hem hulde te betuigen. Een inhuldiging is een ceremonie die de kroning vervangt of daarop een aanvulling is. Inhuldigingen zijn seculier van karakter. Als herinnering aan de middeleeuwse traditie is de kroon bij veel inhuldigingen aanwezig.
In een staat waarin kerk en staat gescheiden zijn, ligt een inhuldiging voor de hand, in een land met een staatskerk ziet men eerder een kroning, maar dit is geen wet van Meden en Perzen want in Denemarken, dat een Lutherse Staatskerk heeft, wordt de Koning sinds 1850 ingehuldigd. In het Koninkrijk Beieren, dat seculier was, werd de Koning steeds gekroond.
De Nederlandse koningen, de soevereine vorst Willem I, en de Koning van Holland Lodewijk Napoleon werden alleen ingehuldigd. De inhuldiging hield in dat de volksvertegenwoordigers verzameld in de Staten Generaal hun trouw aan de Vorst betuigden en de Vorst zelf ook een eed aflegde. In Nederland worden de regalia, zijnde de Koningskroon, naast het Rijkszwaard, de Rijksappel en een exemplaar van de Grondwet op een credenstafel gelegd.
De Belgische koningen leggen in het parlement een eed af. België bezit geen kroon.
Het is niet zo dat de koning pas koning is op het moment van de kroning. Ook zonder kroning of inhuldiging heeft hij al de regeringsmacht, de troon is nooit vacant, en een vorst wordt opgevolgd op het moment van zijn overlijden of aftreden. De kroning of inhuldiging is daarvan alleen de bevestiging en heeft derhalve een declaratoir karakter. Er zijn mensen die zeer veel waarde aan de kroning en de zalving hechten en een koning niet volledig erkennen als deze handelingen niet zijn verricht.

## Kroningen in andere Europese landen

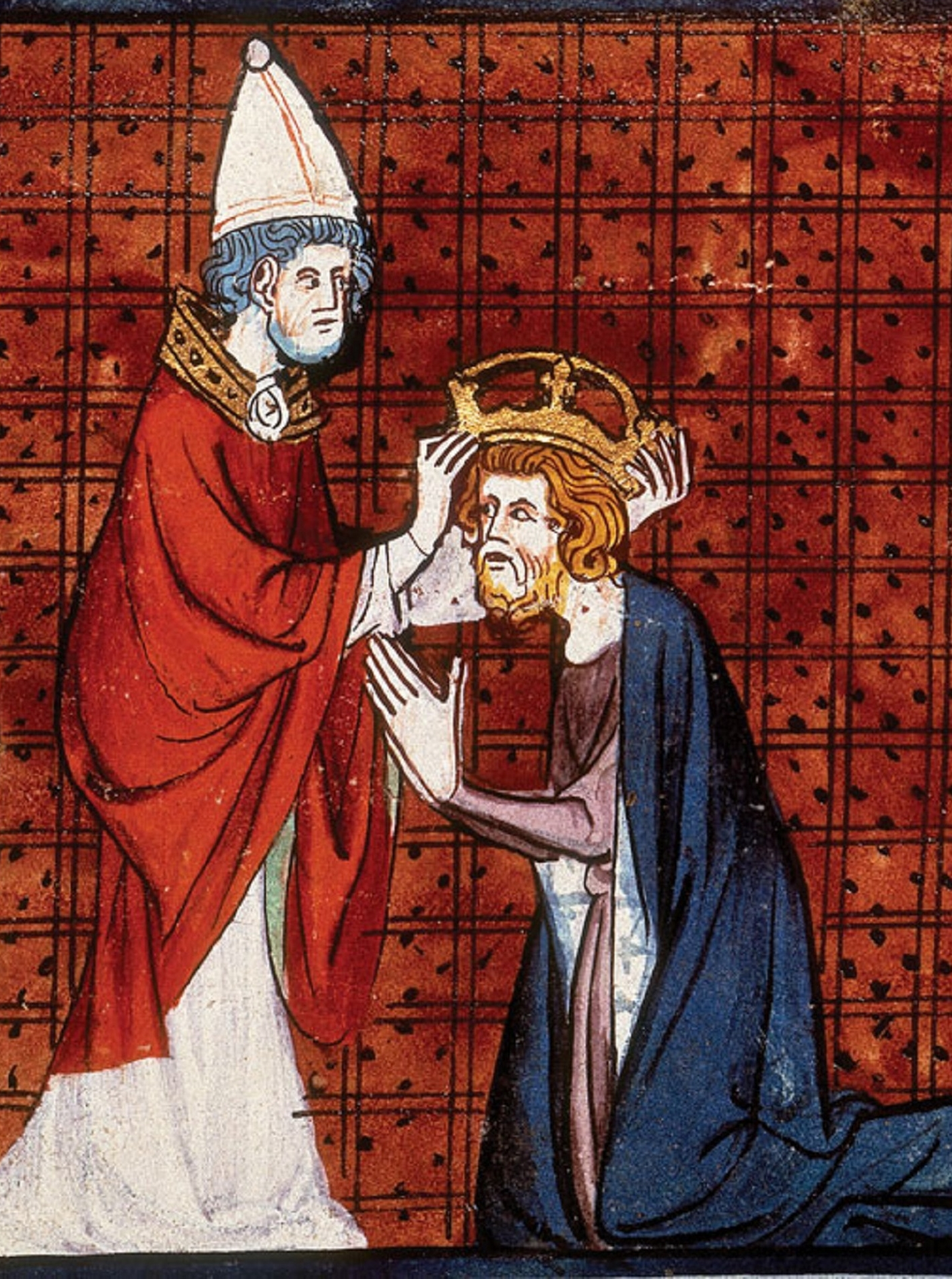
De kroning van Karel de Grote door Paus Leo III

De keizers van het Heilige Roomse Rijk werden met zeer veel vertoon gekroond en gezalfd. De koning kreeg daarbij een quasi-priesterlijke rol. Ten minste tijdens de kroning nam hij door zijn kleding en handelingen de rol van een geestelijke op zich.
De eerste keizerskroning vond, kennelijk onverwacht, plaats toen Karel de Grote in 800 Rome bezocht en Paus Leo III hem tot "Westelijk Caesar" uitriep. Ook in de daaropvolgende eeuwen werden veel Keizers in Rome of elders door de Paus gekroond. Later vonden de kroningen in Aken of Frankfurt am Main plaats.
De Russische tsaren werden in Moskou met veel plechtigheden gekroond in de Oespenski-kathedraal. Ook deze kroning had een sterk religieus karakter.
De eerste Keizer van Frankrijk, Napoleon I, werd tijdens een door zijn tijdgenoten zeer merkwaardig gevonden ceremonie in de Notre Dame in Parijs gekroond. Omdat de macht van de "Keizer van de Franse Republiek" niet aan de kerk te danken was, kroonde Napoleon zichzelf. Hij kroonde ook zijn echtgenote Josephine de Beauharnais. De Paus was aanwezig maar speelde geen rol.
Napoleon II en Napoleon III werden niet gekroond.
De drie Duitse Keizers van het "Tweede Rijk" (1870–1918) werden niet gekroond.
De Oostenrijkse keizers (1805–1918) werden gekroond. Zij lieten zich in afzonderlijke ceremoniën soms ook kronen als Koningen van het Lombardisch-Venetiaanse Koninkrijk en Apostolische Koningen van Hongarije. Ondanks aandringen door de Boheemse adel kwam van een kroning in Praag met de kroon van Wenceslas na 1805 niets.
De kroning van de Britse koningen is aan het einde van de 20e eeuw de enig overgebleven kroning in Europa. De zeer plechtige kroning en zalving hadden bij de kroning van koningin Elizabeth II in 1953 nog steeds een puur middeleeuws karakter.

## Kroningen buiten Europa
In de hele wereld vinden van oudsher kroningen plaats. In het keizerrijk Ethiopië was de kroning een religieuze plechtigheid. Dat gold ook voor de kroning van de keizers van Brazilië.
De keizers van Mexico en Haïti werden niet gekroond.
De keizer van Japan wordt niet gekroond. Hij neemt deel aan een Shinto-ceremonie.
De Chinese keizers en de Keizer van Mantsjoekwo werden niet gekroond. Zij vingen hun regeringen aan met religieuze ceremoniën, en in het geval van de laatste, met een bekendmaking aan de voorouders en een inhuldiging.
De Keizers van Perzië werden gekroond. De laatste kroning in Teheran was die van Sjah Mohammed Reza Pahlavi en zijn Farah Dibah in 1967.
De kroning van de Keizer van het Centraal-Afrikaans Keizerrijk was een ceremonie die het napoleontische voorbeeld volgde. Keizer Jean-Bédel Bokassa moest het wel zonder Paus stellen.

## Kunst
De kroning is vaak ook aanleiding tot kunstopdrachten, zoals schilderijen of composities, zoals bij Liszt of Mozart.

## Katholieke kerk
In de katholieke kerk kunnen beelden gekroond worden met pauselijk recht. Hiertoe wordt een bul uitgevaardigd, waarna het beeld de kroon wordt opgezet in naam van de Paus.
zie: Pauselijke kroning, ritus van de kroning.